# Episodi de Il Tulipano Nero - La Stella della Senna

La regina Maria Antonietta e il fedele Jeroule

Di seguito vengono elencati gli episodi della serie televisiva anime Il Tulipano Nero - La Stella della Senna, creata nel 1975.
Questo anime è composto da trentanove episodi. Nell'edizione giapponese è stato diviso in tre parti, da tredici episodi ciascuna. In quella italiana, invece, in tredici DVD, da tre episodi ciascuno.

## Lista episodi
| Nº                         | Titolo italiano Giapponese 「Kanji」 - Rōmaji - Traduzione letterale | In onda           | In onda       |
| Nº                         | Titolo italiano Giapponese 「Kanji」 - Rōmaji - Traduzione letterale | Giapponese        | Italiano      |
| Prima parte (13 episodi)   | |                   |               |
| 1                          | Una rosa per Simone 「風の中の少女」 - kaze no nakano shōjo – "La ragazza nel vento" | 4 aprile 1975     | –             |
| 1                          | Parigi all'alba della rivoluzione francese. Simone Lorène, figlia quindicenne di una coppia di fiorai, assiste assieme all'amico Mirand e al piccolo Danton all'annuncio da parte del comandante Jeroule del ritorno in Francia della regina Maria Antonietta, rientrata dopo un viaggio in Austria. Il popolo, già scontento degli sperperi della famiglia reale, reagisce con indignazione all'ordine di Jeroule di fornire gratuitamente i beni necessari per il ricevimento in onore del rientro della sovrana, e Mirand viene arrestato. I cittadini decidono di recarsi dal ministro della giustizia a chiedere la liberazione di Mirand. Simone scopre casualmente che Jeroule, informato da una spia, intende arrestare i manifestanti prima che ciò che accada, e si precipita ad avvertirli. Le guardie di Jeroule attaccano, ma Simone e i cittadini vengono salvati dall'intervento di un misterioso spadaccino mascherato, il Tulipano Nero. |                   |               |
| 2                          | Un incontro importante 「ベルサイユへの道」 - berusaiyu heno michi – "La strada per Versailles" | 11 aprile 1975    | –             |
| 2                          | Simone giunge a Versailles per consegnare i fiori per il ricevimento e viene avvicinata da un anziano nobiluomo, il conte de Vaudreuil, che inspiegabilmente sembra conoscerla molto bene e la incarica di portare dei fiori alla sua tenuta ogni giorno a partire dall'indomani. I Lorène, che paiono riconoscere a loro volta il nome del conte, decidono di lasciar correre. Dopo qualche tempo, Simone viene informata che Mirand verrà trasferito alla Bastiglia, la famosa prigione che è custodita da uomini armati, e supplica de Vaudreuil di intervenire, ma in questo caso nemmeno il conte può fare qualcosa senza l'intercessione del re. La ragazza è disperata, ma sarà il Tulipano Nero a salvare Mirand. Nel frattempo, de Vaudreuil si presenta dai Lorène: il conte ringrazia i fiorai per tutto ciò che hanno fatto per Simone e si offre di badare alla sua educazione, lasciando intendere che la ragazza abbia in realtà origini nobili. Simone, all'oscuro di tutto, viene raggiunta da Mirand e l'amico la informa dell'eroismo del Tulipano Nero e della sua intenzione di imitarne le gesta, combattendo i soprusi della nobiltà. |                   |               |
| 3                          | Il segreto del conte 「謎のフェンシング」 - nazo no fenshingu – "La scherma del mistero" | 18 aprile 1975    | –             |
| 3                          | I primi moti rivoluzionari iniziano ad infiammare Parigi e il conte de Vaudreuil, preoccupato per l'incolumità di Simone, decide di addestrare la ragazza nella scherma. Simone, pur perplessa, accetta e il suo talento impressiona molto Robert, il figlio del conte. I Lorène, dietro ordine del conte, decidono di mandare Simone presso il convento di Panthémont e la ragazza si confida con Mirand, che nel frattempo si è unito ai rivoluzionari; parlando con lui, Simone scopre che Panthémont è un collegio riservato a fanciulle dell'alta nobiltà e intuisce che i suoi genitori sono stati costretti da qualcuno a farla entrare. Più tardi, Jeroule attacca il covo dei rivoluzionari, ma il Tulipano Nero interviene e salva la situazione. Il gruppo di Mirand sostiene che potrebbe essere stata Simone a far trovare la loro posizione a Jeroule, costringendoli a scappare e a cercare un altro covo, perciò Mirand manda a dire a Simone che non desidera più incontrarla. |                   |               |
| 4                          | Rose nere per la regina 「サン・ファの黒バラ」 - san. fa no kuro bara – "Le rose nere di Saint-Fois" | 25 aprile 1975    | –             |
| 4                          | De Vaudreuil, informato dai Lorène del rifiuto di Simone di entrare in convento, decide di attendere che la ragazza accetti di sua volontà. I Lorène ricevono un grosso ordine da una certa Madame Catherine, una nobildonna in pessimi rapporti con Maria Antonietta, che vuole delle rose con cui decorare il proprio abito in vista di un ricevimento; Maria Antonietta, per non essere da meno, decide di far acquistare per il proprio vestito le costosissime rose nere di Sainte-Foy e Jeroule intima a Paul Lorène di procurarsi i fiori entro tre ore, altrimenti sarà arrestato e mandato alla Bastiglia. Grazie alla solidarietà degli amici fiorai che donano volentieri a Paul le rose in proprio possesso, i Lorène riescono nell'impresa; dopodiché, Simone aiuta le cameriere a cucire le rose sull'abito di Maria Antonietta e la ragazza ha così modo di vedere la regina, senza accorgersi che al ricevimento sono presenti anche de Vaudreuil e Robert. L'abito di Maria Antonietta conquista tutti i presenti e Madame Catherine, umiliata, decide di vendicarsi sui Lorène mandando i propri servi ad eliminarli. Paul e Julienne Lorène vengono uccisi, mentre Simone si salva grazie all'intervento del Tulipano Nero. Prima di spirare, Paul rivela a Simone che la ragazza è in realtà figlia di nobili e la esorta a recarsi a Versailles, dove potrà trovare sua sorella maggiore, di cui tuttavia il povero fioraio non fa in tempo a rivelare il nome. Simone, devastata, decide di esaudire l'ultimo desiderio di Paul e andare a Panthémont, in modo da ottenere l'istruzione di cui avrà bisogno per poter trovare la sua vera famiglia. |                   |               |
| 5                          | Una spada per la giustizia 「ラ・セーヌの星誕生」 - ra. senu no hoshi tanjō – "La nascita della Stella della Senna" | 2 maggio 1975     | 2 aprile 1984 |
| 5                          | Mirand, venuto a sapere della morte dei Lorène, esorta Simone a unirsi ai rivoluzionari, ma Simone rifiuta, avendo ormai deciso di entrare in convento. La ragazza, spronata dai recenti avvenimenti, migliora sempre di più nella scherma e de Vaudreuil, al momento di salutarla il giorno della partenza, le consegna un baule e una spada, ricordandole di usare ciò che ha imparato in nome della giustizia. Presentata a Panthémont dalla madre superiora, Simone viene accolta con diffidenza dalle altre ragazze, che la credono una popolana, ma trova conforto nell'amicizia di Michelle de Claujère, una compagna di classe. Il Tulipano Nero, intanto, continua ad aiutare i rivoluzionari, ma rimane ferito nel tentativo di aiutare Mirand, che dunque viene catturato e condannato ad essere rinchiuso alla Bastiglia. Danton informa Simone e le riferisce anche un messaggio del Tulipano Nero, che le chiede aiuto per liberare il ragazzo. Simone, dapprima titubante, accetta e raggiunge l'eroe, che le dona un costume per celare la sua identità e un nome con la quale sarà d'ora in avanti conosciuta da tutti: la Stella della Senna. |                   |               |
| 6                          | Un prigioniero da liberare 「さようならミラン」 - sayōnara miran – "Arrivederci Mirand" | 9 maggio 1975     | 4 aprile 1984 |
| 6                          | Simone, nei panni della Stella della Senna, attacca il convoglio che sta trasportando Mirand alla Bastiglia e riesce a liberare l'amico. Mirand si nasconde assieme a Danton in un fienile; Simone, invece, fa ritorno a Panthémont, venendo però sorpresa da Michelle, che tuttavia decide di non farle domande. La notte seguente, il Tulipano Nero scorta il gruppo di Mirand fuori da Parigi: il ragazzo intende infatti imbarcarsi verso il Nuovo Mondo per ottenere informazioni utili alla causa dei rivoluzionari. Danton avvisa Simone, ma la ragazza arriva troppo tardi per salutare Mirand e non può fare altro che guardare la sua nave allontanarsi. |                   |               |
| 7                          | Agguato mortale 「シモーヌの秘密」 - shimonu no himitsu – "Il segreto di Simone" | 16 maggio 1975    | 6 aprile 1984 |
| 7                          | Hans Kaunitz, un austriaco che conosce il segreto delle origini di Simone, si presenta dal conte de Vaudreuil per convincerlo a sfruttare le informazioni in loro possesso sulla ragazza. de Vaudreuil, però, intende adottare Simone e rifiuta, attirando su di sé l'ira di Kaunitz. Il re concede a de Vaudreuil la propria approvazione e il conte si precipita a Panthémont per informare Simone, ma lungo la strada viene aggredito da Kaunitz, che lo ferisce gravemente e gli ruba le carte dell'adozione. Simone, messa al corrente dalla servitù dell'accaduto (ma non del contenuto delle carte), parte alla ricerca di Kaunitz. De Vaudreuil, nel frattempo, rivela a Robert la verità sulle origini della ragazza: Simone Lorène è la figlia illegittima di una cantante lirica e dell'imperatore Francesco I, padre di Maria Antonietta, dunque è sorellastra minore della regina. De Vaudreuil e Kaunitz erano molto amici dell'imperatore e quando nacque Simone, Francesco I, non potendo riconoscerla perché già sposato con Maria Teresa d'Austria, chiese loro di occuparsi di Simone, facendo loro promettere di introdurla a corte e farle conoscere Maria Antonietta quando i tempi fossero stati maturi. De Vaudreuil desiderava adottare Simone, ma Kaunitz voleva sfruttare la bambina per ricattare Francesco I e arricchirsi, così il conte lo cacciò e affidò Simone ai Lorène per tenerla al sicuro; ora Kaunitz è tornato per portare a termine il suo piano. Simone trova Kaunitz e lo affronta, ma è in difficoltà e viene salvata dal Tulipano Nero; la ragazza riporta dunque il documento da de Vaudreuil ed è commossa alla scoperta che il conte l'ha adottata. De Vaudreuil le fa promettere di combattere sempre per difendere i deboli e gli oppressi, dopodiché muore, lasciando Simone e Robert nel cordoglio. |                   |               |
| 8                          | L'ultima corsa 「ベルサイユの美女」 - berusaiyu no bijo – "La bella signora di Versailles" | 23 maggio 1975    | –             |
| 8                          | Simone, ora una nobildonna, desidera trovare la propria sorella; Robert decide per il momento di non rivelarle che la donna in questione è Maria Antonietta e, seppur a malincuore, rifiuta di aiutarla. Simone, affranta, si reca a visitare la tomba dei Lorène e sulla via del ritorno conosce il capitano Louis de Garrais. Dopodiché, Simone rientra brevemente a Parigi per rivedere Danton e scopre che il quartiere è funestato dalle scorribande di alcuni nobili, a capo dei quali vi è proprio Garrais. Coral, un giornalista amico di Simone, viene catturato e Simone si introduce nella residenza di Garrais, a Versailles, per liberarlo. La Stella della Senna riesce nell'impresa e, fuggendo, s'imbatte nientemeno che in Maria Antonietta, che tuttavia le permette di andarsene indisturbata; mentre si allontana, la regina canticchia un motivetto e a Simone (che non ha riconosciuto la sovrana) sembra di riconoscere la musica, anche se non sa spiegarsi il perché. Garrais si lancia all'inseguimento della Stella della Senna, ma troverà la morte precipitando in un burrone. |                   |               |
| 9                          | Due amiche per la pelle 「哀しくて美しい友」 - kanashi kute utsukushi i tomo – "Un'amica bella e triste" | 30 maggio 1975    | –             |
| 9                          | Il conte di Claujère, ciambellano di corte e zio di Michelle, si reca a Panthémont per fare visita alla nipote e casualmente la sente canticchiare una melodia insegnatale da Simone: si tratta della canzone che Simone aveva sentito cantare da Maria Antonietta la notte della fuga da Versailles. Claujère sa che la melodia appartiene ad un carillon in possesso di Maria Antonietta ed è anche al corrente dell'esistenza di una sorellastra della regina, avendo indagato sulla morte di de Vaudreuil; sapendo che esiste soltanto un altro esemplare del carillon e che esso appartiene alla sorella di Maria Antonietta, egli capisce che la ragazza in questione è proprio Simone. Claujère decide di mantenere il segreto per salvaguardare la regina, così da conservare i propri privilegi, e progetta di uccidere Simone; l'uomo riferisce dunque a Michelle che Simone è implicata in un complotto contro la Francia e la incarica di eliminarla con alcuni cioccolatini avvelenati. Michelle, però, non ha cuore di far del male all'amica e Claujère decide di punirla; la Stella della Senna scopre tutto e interviene appena in tempo per impedire il peggio. Jeroule la insegue fino a Panthémont e, ricordando un precedente incontro avuto con Simone nelle stesse circostanze, deduce che la fuorilegge è in realtà la stessa Simone. L'indomani, Jeroule si presenta al convento per arrestare la ragazza, ma Michelle, che aveva già intuito la seconda identità dell'amica, si traveste da Stella della Senna per proteggerla: l'idea ha buon esito e Simone è scagionata, ma la povera Michelle muore sotto il fuoco dei soldati di Jeroule. |                   |               |
| 10                         | Il complotto di Claujère 「クロジェールの黒い罠」 - kurojieru no kuroi wana – "L'oscura trappola di Claujère" | 6 giugno 1975     | –             |
| 10                         | Simone conosce la sua nuova compagna di stanza, Marianne de Bruyère, figlia di un duca, e decide di tenerla d'occhio perché il padre della ragazza è un conoscente di Claujère. I due, però, sono ben lontani dall'essere amici: Bruyère, infatti, sospetta che Claujère rubi dalle casse reali e intende far controllare i suoi conti. Claujère, non potendo eliminarlo senza destare sospetti, decide di screditarlo intercettando un messaggero di Bruyère diretto in Austria con un'importante lettera del re; Garçonne, il sicario di Claujère, riesce a rubare la lettera, ma viene ferito alla mano da Robert, intervenuto casualmente. Dopodiché, Claujère imprigiona Bruyère e gli ingiunge di assumersi la responsabilità del furto, in modo da avere un pretesto per condannarlo a morte. A Panthémont, intanto, Simone scampa ad un attentato e sospetta di Marianne, ma il vero responsabile è Claujère, ancora intenzionato ad eliminarla; sarà proprio Marianne a riconoscere Garçonne e a permettere a Simone di collegare Claujère al rapimento di Bruyère e al furto della lettera (grazie alla ferita sulla mano di Garçonne). La Stella della Senna e il Tulipano Nero riescono a liberare Bruyère e Claujère viene finalmente arrestato. |                   |               |
| 11                         | Il covo dei briganti 「オルゴールの秘密」 - orugoru no himitsu – "Il segreto del carillon" | 13 giugno 1975    | –             |
| 11                         | Danton, che ora gestisce il negozio di fiori per conto di Simone, trova per caso il carillon gemello di quello di Maria Antonietta. Claujère, scampato all'arresto, è alla ricerca dello strumento per distruggere le prove della parentela fra Simone e la regina e riacquistare il proprio potere; non avendolo trovato a Panthèmont, decide di tentare la fortuna al negozio e incarica il losco Goriànne di recuperarlo. I briganti di Goriànne rubano dunque il carillon e rapiscono Danton, che aveva cercato inutilmente di fermarli; Simone, avvisata dal suo gufo Claude, corre a salvare il piccolo amico, ma viene catturata anch'essa e rinchiusa assieme a Danton, che la mette al corrente del carillon. I due riescono a liberarsi grazie all'aiuto di un amico di Danton, ma Claujère riesce ugualmente a scappare con il carillon. |                   |               |
| 12                         | Tragico rogo 「消え去ったメロディ」 - kiesatta merodei – "La melodia perduta" | 20 giugno 1975    | –             |
| 12                         | Claujère si allea con Goriànne per sfruttare il carillon, ma non rivela al brigante la reale importanza dell'oggetto. Simone si intrufola nel covo di Goriànne per cercare il carillon, ma viene catturata. Goriànne, curioso di conoscere il segreto dello strumento, le permette comunque di ascoltare la melodia e Simone la riconosce immediatamente, capendo così che la donna che aveva incontrato a Versailles (che lei non sa essere la regina) è sua sorella. Claujère, intanto, ricatta il conte de Mercy, ambasciatore austriaco in Francia, con la minaccia di rivelare lo scandalo della sorellastra minore di Maria Antonietta se non sarà reintegrato a corte, e Mercy è costretto a sottomettersi. Goriànne, però, scopre che Claujère intendeva sbarazzarsi di lui e al suo ritorno lo fa torturare; Claujère, però, riesce a corrompere Nicolàs, uno degli uomini di Goriànne, e a fuggire con il carillon. Simone si libera grazie all'aiuto di Danton e cerca di recuperare il carillon assieme a Goriànne, alleatosi con lei per vendicarsi del tradimento di Claujère e Nicolàs; lo strumento finisce però distrutto in un incendio in cui perdono la vita anche Claujère e il suo complice. |                   |               |
| 13                         | La sorpresa di mezzanotte 「ベルサイユの舞踏会」 - berusaiyu no butōkai – "Ballo a Versailles" | 27 giugno 1975    | –             |
| 13                         | Dopo il diploma, Simone lascia Panthémont, andando finalmente a vivere con Robert alla tenuta. Quella sera, Simone e Robert si recano ad un ricevimento a Versailles; Simone è molto emozionata al pensiero di avere la possibilità di incontrare sua sorella, mentre Robert è preoccupato perché ha saputo che alla festa sarà presente anche Charles Roux de Belly, un suo vecchio nemico. Simone, sfortunatamente, non ha modo di riconoscere Maria Antonietta a causa del fatto che la regina porta una maschera. Robert scopre che Belly ha preparato un attentato contro i reali e riesce a sventarlo, tuttavia, a causa di un equivoco, viene accusato del fatto. La Stella della Senna riesce a catturare Belly, che confessa che il mandante è il duca d'Orléans, cugino del re Luigi XVI; subito dopo, Belly viene ucciso dagli uomini del duca. In mancanza di prove, il re concede la grazia a Robert, ma il giovane viene spogliato del titolo di conte ed esiliato dalla Francia. Simone è costretta così a tornare a gestire il negozio di fiori, ma ne è felice perché, grazie a Françoise, la sua acerrima rivale al convento, che l'ha messa in ridicolo davanti a tutta la corte rivelando le sue umili origini pur di non farsi soffiare il fidanzato Matthieu, ha compreso l'ipocrisia della nobiltà, e per lo stesso motivo decide di non cercare più sua sorella. |                   |               |
| Seconda parte (13 episodi) | |                   |               |
| 14                         | Il traditore 「十字架（クルス）の愛にかけた剣」 - jūjika (kurusu) no ai nikaketa tsurugi – "La spada vestita dell'amore della croce" | 4 luglio 1975     | –             |
| 14                         | Simone riprende a gestire il negozio di fiori e decide di non essere più la Stella della Senna, desiderando ormai solo una vita tranquilla lontana dagli intrighi della nobiltà; la ragazza viene accolta con grande calore dai suoi vecchi amici e conosce il caporale Lacanne, il nuovo comandante della polizia di quartiere. Simone e Danton soccorrono Ferrand, un giovane basco accusato di aver ferito il conte de Bayon, governatore dei Paesi Baschi. Il conte opprime la popolazione con tasse così ingenti che molti baschi hanno dovuto lasciare la regione ed ora sono ospitati in un istituto di carità gestito da Mikaela, la fidanzata di Ferrand, e dal cugino della ragazza, Maurice. Simone fa chiamare Mikaela, ma subito dopo al negozio si presenta Lacanne, il quale è stato informato da una spia che la giovane fioraia sta proteggendo Ferrand; la perquisizione, per fortuna, si rivela infruttuosa grazie ad uno stratagemma di Danton. Simone accompagna Ferrand e Mikaela al loro rifugio e Danton cerca di convincerla a tornare ad essere la Stella della Senna per aiutare i baschi, ma la ragazza, provata dalla partenza di Robert, rifiuta; cambierà idea quando Ferrand sarà catturato dagli uomini di Jeroule e da Bayon. Simone libera Ferrand e lo aiuta ad eliminare il conte, ma il ragazzo viene ucciso da Maurice, che lo ha tradito per denaro. Mikaela, pur triste, non si perde d'animo e continua ad aiutare i profughi baschi; Simone, colpita, decide di seguire il suo esempio e torna ad essere una volta per tutte la Stella della Senna. |                   |               |
| 15                         | Una mongolfiera a Parigi 「飛べよ気球パリの空へ」 - tobe yo kikyū pari no sora he – "Un pallone vola nel cielo di Parigi!" | 11 luglio 1975    | –             |
| 15                         | I fratelli Étienne e Joseph Montgolfier ottengono dal conte de Rozier un finanziamento per realizzare un prototipo di pallone aerostatico. Il reazionario cardinale Bernard, contrario al progresso scientifico, cerca in tutti i modi di ostacolare i fratelli, ma le azioni del prelato hanno l'unico effetto di entusiasmare la popolazione, che sostiene a gran voce il progetto. I Montgolfier, aiutati da Simone, Danton e da molti altri parigini, riescono a completare il pallone in tempo per una dimostrazione pubblica a Versailles richiesta da re Luigi in persona, ma la sera prima dello spettacolo Étienne e Joseph vengono rapiti, ma la Stella della Senna riesce a liberarli. La dimostrazione è un grande successo e il cardinale Bernard non può far altro che rassegnarsi alla sconfitta. |                   |               |
| 16                         | Il falso arcivescovo 「花祭りの聖少女」 - hanamatsuri no hijiri shōjo – "La vergine sacra del festival dei fiori" | 18 luglio 1975    | –             |
| 16                         | L'intera Parigi è in fermento per l'imminente festa dei fiori. Simone viene scelta come reginetta dall'arcivescovo, ma la ragazza è triste perché sente molto la mancanza di Robert. L'arcivescovo viene arrestato e condannato a morte con l'accusa di alto tradimento verso il re, ma un gruppo di uomini mascherati irrompe e porta via il prelato. Più tardi, il nuovo arcivescovo, Tantares, si presenta alla popolazione, ma Danton lo riconosce: si tratta in realtà di Igor, un ipnotizzatore che si esibiva in un circo dove ha lavorato anche Danton. Igor si rende conto di essere stato scoperto e fa rapire Danton, ma la Stella della Senna risolve la situazione grazie anche all'inaspettato aiuto del Tulipano Nero, che consegna l'impostore a Jeroule in cambio del rilascio del vero arcivescovo. Più tardi, il Tulipano Nero raggiunge Simone e si toglie la maschera, rivelando di essere nient'altri che Robert. |                   |               |
| 17                         | Il segreto di Montesquieu 「消えたパンの秘密」 - kie ta pan no himitsu – "Il segreto del pane scomparso" | 25 luglio 1975    | –             |
| 17                         | Il popolo di Parigi è disperato e alla fame a causa della carenza di farina, che ha portato ad un aumento dei prezzi del pane; inoltre, il mulino, gestito dall'avido Montesquieu, sta licenziando la maggior parte degli operai, aggravando la miseria della gente. Simone e Danton soccorrono Marnie, una donna cacciata dal mulino per aver raccolto del pane scartato; Bernard, il marito della donna, è convinto che Montesquieu nasconda la farina in modo da poter licenziare tutti i lavoratori ed assumere nuova manodopera a minor costo e guida una protesta contro il padrone del mulino. Montesquieu, allora, assolda un bandito di nome Damon per eliminare Bernard. Quest'ultimo, tuttavia, non si arrende e scopre che Montesquieu ha davvero sottratto la farina; la Stella della Senna interviene e sconfigge Damon, mentre il vile Montesquieu muore tentando la fuga, travolto dai sacchi di farina. Il mulino può così riprendere l'attività e vi è di nuovo lavoro e pane per il popolo. |                   |               |
| 18                         | Il ritorno del Tulipano Nero 「アルプスの老騎士」 - arupusu no rō kishi – "Il vecchio Cavaliere delle Alpi" | 1º agosto 1975    | –             |
| 18                         | Simone conosce Frére, un simpatico prestigiatore amico di Robert appena giunto in città. L'esibizione di Frére è guastata dall'arrivo di Jeroule e dei suoi gendarmi, che cercano di prelevare Frére con la forza per portarlo a Versailles, dove Maria Antonietta ha richiesto uno spettacolo privato; la situazione è risolta dall'intervento del misterioso conte di Bourgois, che costringe i gendarmi a ritirarsi. Quella sera stessa, Bourgois porta via con sé Frére nonostante al prestigiatore sia stato imposto di presentarsi a Versailles la mattina successiva; Simone e Danton riescono a rintracciarli grazie a Frére, che lascia delle rose per indicare loro il percorso, fino al castello di Bourgois, sul versante francese delle Alpi. Bourgois vuole che Frére si esibisca per sua figlia Angelica, molto malata e costretta sulla sedia a rotelle; Angelica non ha più molto da vivere e Bourgois, disperato, ha fatto tutto ciò soltanto per regalare alla bambina un'ultima gioia. Simone interviene come Stella della Senna, ma una volta compresa la situazione, sostiene Bourgois e respinge l'attacco di Jeroule, giunto per portare Frére a Versailles, grazie al provvidenziale aiuto di Robert, che ha ripreso i panni del Tulipano Nero. |                   |               |
| 19                         | La spadaccina e il pianista 「愛のシンフォニー《パリ》」 - ai no shinfoni << pari >> – "La Sinfonia dell'Amore [Paris]" | 8 agosto 1975     | –             |
| 19                         | Simone conosce Alain Charielle, un giovane e affascinante pianista che la invita ad assistere al concerto che terrà prossimamente a Parigi al teatro dell'Opéra, in cui si esibirà suonando le musiche di Mozart. Marie, la sorella di Alain, è in viaggio per portare al fratello gli spartiti, ma sulla via viene derubata da un ladro al soldo del perfido barone di Garnier, sostenitore della raffinatezza del clavicembalo e dunque contrario alla fama crescente del pianoforte. In mancanza di prove, Garnier non può essere accusato; la Stella della Senna si introduce dunque nella villa del barone e riesce a recuperare gli spartiti. Garnier, allora, decide di sbarazzarsi direttamente di Alain. |                   |               |
| 20                         | Il concerto 「愛のパリ交響曲《第二楽章》」 - ai no pari kōkyōkyoku << dainigakushō >> – "La Sinfonia dell'Amore di Parigi [Secondo Movimento]" | 15 agosto 1975    | –             |
| 20                         | È la sera del concerto di Alain. I sicari di Garnier non possono uccidere Alain all'Opéra a causa della moltitudine di persone presenti e il barone fa rapire Marie per costringere il ragazzo a rinunciare; Alain, tuttavia, si esibisce ugualmente sotto incoraggiamento di Simone, la quale, nel frattempo, si precipita a liberare Marie. Tutto si risolve per il meglio, e Simone e Marie tornano in tempo per assistere alla fine del concerto. A spettacolo concluso, Marie confessa a Simone di aver capito che lei è la Stella della Senna e anche che l'amica prova qualcosa per Alain, ma acconsente a mantenere entrambi i suoi segreti; tutto questo mentre Alain, nel teatro, riceve i complimenti di Mozart in persona. |                   |               |
| 21                         | Viaggio oltre confine 「国境に燃えたサファーデ」 - kokkyō ni moe ta safade – "Safade bruciato alla frontiera" | 22 agosto 1975    | –             |
| 21                         | Simone e Danton conoscono Albin, un esperto di Savate, un particolare stile di lotta. Albin vince una gara di Savate e viene premiato dal ministro delle tasse in persona, il conte Gratz. Costui, impressionato dall'abilità di Albin, assume il ragazzo come cocchiere e guardia del corpo e lo paga così profumatamente da insospettire Simone, che decide di indagare sugli affari del conte. Si scopre che Gratz porta avanti un contrabbando di lingotti d'oro tra la Svizzera e la Francia: il conte ruba l'oro dalle casse reali e si serve dei suoi cocchieri per trasportarlo oltre il confine, per poi eliminarli dopo il passaggio in Svizzera. Albin, completamente ignaro di ciò che sta accadendo, viene incaricato da Gratz di effettuare un trasporto e Simone e Danton riescono a fermarlo appena in tempo; la Stella della Senna si presenta poi al posto di Albin sul luogo dell'incontro con Gratz e i suoi uomini e li sconfigge uno dopo l'altro, sgominando una volta per tutte il traffico d'oro. |                   |               |
| 22                         | Disertore per amore 「生命（いのち）ある限り」 - seimei (inochi) aru kagiri – "Finché avrò vita" | 29 agosto 1975    | –             |
| 22                         | Claude, un giovane sottotenente, riceve un ordine di trasferimento che gli impedirà di sposare la fidanzata, Henriette, e decide di disertare; il responsabile è de Bois, un influente generale innamorato della ragazza, il quale, così facendo, obbliga Henriette a sposarlo. Il giorno del matrimonio, tuttavia, Claude si presenta in chiesa appena in tempo e Henriette fugge assieme a lui. I due innamorati decidono di attraversare il Reno per mettersi al sicuro nei territori dell'Impero e Simone, amica di Henriette, si offre di portare qualche provvista da parte della madre. De Bois e i suoi uomini, però, sono sulle tracce di Claude e Henriette e riescono a trovarli e ad accerchiarli; i due ragazzi preferiscono morire assieme piuttosto che separarsi nuovamente, ma la Stella della Senna e Danton intervengono e permettono loro di mettersi in salvo. Claude e Henriette possono così coronare il loro sogno d'amore. |                   |               |
| 23                         | La morte arriva danzando 「天使の黒い矢」 - tenshi no kuroi ya – "La freccia nera dell'angelo" | 5 settembre 1975  | –             |
| 23                         | Miléne, una ragazzina che studia danza presso la scuola gestita dal conte Vasanov, scappa e s'imbatte in Simone e Danton, che le offrono riparo, ma viene immediatamente riportata indietro da uno degli uomini del conte. Simone e Danton, insospettiti, indagano e scoprono che Miléne prenderà parte ad un saggio cui assisterà Maria Antonietta in persona ed è costretta ad esercitarsi in uno strano numero con arco e frecce in cui la bambina colpisce al cuore un manichino: si tratta dei preparativi per un attentato ordito dal duca d'Orléans, che progetta di assassinare Maria Antonietta con la freccia di Cupido. Danton si introduce nella villa di Vasanov per avvisare Miléne, ma viene scoperto e imprigionato dagli uomini del conte; Miléne è così costretta ad eseguire il numero per salvargli la vita. All'ultimo secondo, però, la bambina rifiuta di uccidere la regina e le confessa tutto. La Stella della Senna libera Danton e cattura Vasanov e i suoi complici, guadagnandosi la stima di Maria Antonietta, ma non vi sono prove che accusino il duca d'Orléans e il perfido nobiluomo è libero di orchestrare nuovi intrighi. |                   |               |
| 24                         | La maschera caduta 「落ちた仮面」 - ochi ta kamen – "La maschera caduta" | 12 settembre 1975 | –             |
| 24                         | La Stella della Senna, in fuga dopo aver liberato alcuni uomini imprigionati ingiustamente, riesce a dileguarsi con l'aiuto di Prevot, un giovane pittore che tuttavia riesce a vederla in viso perché la ragazza, fuggendo, ha perduto la maschera. Palérme, un ufficiale incaricato di sovrintendere la caccia alla Stella della Senna, trova la maschera e arresta Prevot con l'accusa di aver aiutato l'eroina. Prevot viene torturato per fargli rivelare l'identità della fuorilegge; il pittore rifiuta di parlare, ma quando Palérme minaccia di fare del male alla sua fidanzata, Charlotte, Prevot è costretto a realizzare un ritratto di Simone. La ragazza viene così arrestata, per poi essere rilasciata grazie alla falsa testimonianza di Prevot, pentito di averla tradita. Palérme, insospettito, decide comunque di tenere d'occhio Simone, ma la ragazza, ricorrendo ad uno stratagemma, riesce ad eludere la sua sorveglianza e a liberare Prevot e Charlotte. La Stella della Senna elimina quindi Palérme e distrugge il ritratto, salvando il segreto della sua identità. |                   |               |
| 25                         | Il fiore della fortuna 「コルシカの赤い花」 - korushika no akai hana – "Il fiore rosso della Corsica" | 19 settembre 1975 | –             |
| 25                         | Un gruppo di indipendentisti corsi giunge a Parigi per incontrare un giovane Napoleone Bonaparte e chiedere il suo aiuto per liberare il capo rivoluzionario Martino, imprigionato dai francesi; Napoleone, però, è convinto che la Corsica non sia ancora pronta per ottenere l'indipendenza e rifiuta di aiutarli. Jeroule ordina l'arresto dei corsi, costringendoli a separarsi, e Simone e Danton danno rifugio ad uno di essi, un ragazzo di nome Leo. Napoleone, informato da Simone, si offre di far espatriare Leo in Inghilterra, ma il ragazzo rifiuta e si riunisce ai suoi compagni per tentare di liberare Martino, che sta per essere trasferito alla Bastiglia; Simone, però, scopre che Jeroule ha teso ai corsi una trappola e corre in loro soccorso, riuscendo a salvare Leo e Martino, ma non i loro compagni, che periscono tragicamente. Leo e Martino, a questo punto, capiscono che le azioni di pochi gruppi sparuti come il loro non basteranno a liberare la Corsica e accettano il consiglio di Napoleone di rifugiarsi in Inghilterra. Al momento della partenza, Simone regala ai corsi un mazzo di dalie rosse, fiore considerato portatore di buona sorte in Corsica, come dono di commiato. |                   |               |
| 26                         | Il mandante 「帰って来たロベール」 - kaette kita roberu – "Il ritorno di Robert" | 26 settembre 1975 | –             |
| 26                         | Robert torna in Francia per dimostrare al re la propria innocenza circa l'attentato di cui fu accusato anni prima e che fu commesso in realtà da Charles Roux de Belly dietro ordine del duca d'Orléans. Il giovane intende rintracciare Lorgeaux, all'epoca complice di Belly, che un informatore gli ha riferito trovarsi a Parigi, ma viene arrestato da Jeroule e condannato a marcire nella Bastiglia. Bleuelle, il fedele maggiordomo di Robert, corre ad avvisare Simone, che nel frattempo è riuscita a trovare Lorgeaux. La Stella della Senna cattura Lorgeaux, ottenendo così la sua confessione e la scarcerazione di Robert: il giovane, pienamente riabilitato, riprende il titolo di conte. |                   |               |
| Terza parte (13 episodi)   | |                   |               |
| 27                         | La barba posticcia 「二人のオルレアン」 - futari no orurean – "I due Orléans" | 3 ottobre 1975    | –             |
| 27                         | Simone, grazie alla riabilitazione della famiglia de Vaudreuil, è tornata ad essere una nobildonna, ma declina l'offerta di Robert di tornare a vivere alla tenuta, preferendo rimanere a Parigi; tuttavia, accetta di recarsi assieme a lui a Versailles per riprendere la ricerca della sorella quando si sentirà pronta. Il duca d'Orléans viene convocato a Versailles per essere interrogato sull'attentato contro il re, ma si scopre che il vero mandante è il marchese de Moralle, il primo consigliere di Luigi XVI: l'uomo che ingaggiò Lorgeaux e Charles Roux de Belly, infatti, era un sosia del duca al soldo di de Moralle. L'impostore viene rintracciato dalla Stella della Senna e dal Tulipano Nero e accetta di confessare tutto, ma viene ucciso prima che possa fare il nome di de Moralle; l'innocenza del duca d'Orléans è comunque dimostrata ed egli viene rilasciato. |                   |               |
| 28                         | Vento di rivolta 「懐かしのミラン」 - natsukashi no miran – "Il caro Mirand" | 10 ottobre 1975   | –             |
| 28                         | Mentre Parigi è scossa dalle proteste contro le nuove tasse imposte da Luigi XVI, Simone riceve una lettera da Mirand in cui l'amico la informa di essere prossimo a tornare in Francia. L'informazione giunge alle orecchie di Jeroule, che si precipita al porto di Le Havre per arrestare Mirand nel momento in cui il giovane arriverà; Simone e Danton, recatisi al porto per andargli incontro, vengono catturati dai gendarmi, mentre Milan sfugge all'arresto grazie a Robert, a sua volta informato del suo arrivo da Maria Antonietta. Mirand, tuttavia, viene fatto prigioniero poco dopo da Jeroule, il quale approfitta dell'assenza di Robert, allontanatosi per liberare Simone e Danton. Non avendo alcun pretesto per giustiziarlo in terra francese, il capo dei gendarmi intende uccidere Mirand su una nave diretta in Africa; La Stella della Senna riesce a raggiungere la nave prima che salpa e a liberare il giovane. Simone e Mirand, così, possono finalmente riabbracciarsi. |                   |               |
| 29                         | La lotta per la libertà 「自由へのたたかい」 - jiyū henotatakai – "La lotta per la libertà" | 17 ottobre 1975   | –             |
| 29                         | L'insofferenza del popolo francese è sempre maggiore: in seguito ad una grande protesta, nota come la Giornata delle tegole, Luigi XVI ordina la convocazione di un'assemblea formata da rappresentanti di clero, nobiltà e Terzo Stato per porre fine alle rivolte. Maria Antonietta, contraria a permettere la partecipazione del popolo e sostenuta in ciò da de Moralle, vorrebbe far annullare l'assemblea, ma viene dissuasa da Robert. Mirand è candidato come rappresentante del Terzo Stato e de Moralle decide di opporgli un usuraio di nome Borouelle. Costui si assicura con il ricatto il voto dei commercianti parigini e uccide Pascal, un negoziante che si era rifiutato di appoggiarlo, cercando di far ricadere la colpa su Mirand: ciononostante, Mirand continua ad avere la maggior parte dei consensi e de Moralle decide di risolvere il problema rapendolo. La Stella della Senna, informata da uno dei commercianti ricattati da Borouelle, interviene e libera Mirand appena in tempo per permettergli di presentarsi alle elezioni. Il giovane viene eletto all'unanimità e si prepara a rappresentare il popolo di Francia agli Stati generali. |                   |               |
| 30                         | L'insurrezione 「議会への挑戦」 - gikai heno chōsen – "Sfida al Parlamento" | 24 ottobre 1975   | –             |
| 30                         | Gli Stati generali si riuniscono a Versailles, ma ai deputati del Terzo Stato viene imposto di entrare da una porta laterale, anziché dall'ingresso principale, e soltanto dopo l'arrivo degli esponenti di clero e nobiltà; furibondi per l'umiliazione, i deputati, guidati da Mirand, si riuniscono nella sala della pallacorda e rifiutano di prendere parte all'assemblea se non verranno trattati alla pari dei rappresentanti delle altre due classi. Luigi XVI e Maria Antonietta, preoccupati, affidano a Robert la sorveglianza di Versailles durante i lavori degli Stati generali e incaricano le guardie svizzere di indagare sui deputati. De Moralle, contrario all'assemblea, cerca di togliere di mezzo Robert e il giovane viene ferito in un agguato, non potendo così seguire i lavori a Versailles e lasciando campo libero al perfido consigliere. I deputati reagiscono con indignazione alla decisione di Luigi XVI e Mirand viene arrestato. La Stella della Senna cerca di liberarlo prima che venga portato alla Bastiglia, ma viene ostacolata dagli sgherri di de Moralle e dalle guardie svizzere e non riesce nell'intento. |                   |               |
| 31                         | L'ostaggio 「燃えるバスチーユ」 - moe ru basuchiyu – "La Bastiglia brucia" | 31 ottobre 1975   | –             |
| 31                         | La notizia che Mirand è rinchiuso alla Bastiglia scatena la rabbia popolare e attizza l'odio contro Maria Antonietta, ritenuta la vera responsabile dietro le decisioni di Luigi XVI. Robert chiede a Maria Antonietta di intercedere per Mirand, ma la regina rifiuta, confermando di aver dato l'ordine di arresto e ribadendo la propria fede nel potere assoluto della monarchia. Luigi XVI ordina la destituzione del ministro delle finanze Jacques Necker, molto amato dal popolo, provocando così una nuova insurrezione: i parigini si impossessano dei fucili e dei cannoni custoditi all'Hôtel des Invalides e decidono di prendere d'assalto la Bastiglia per procurarsi la polvere da sparo. Il marchese de Launay, cinico comandante della Bastiglia devoto al sovrano, decide di usare Mirand come ostaggio, ma la Stella della Senna riesce a liberare il giovane dalle guardie reali e, dopo aver ucciso il fedele aiutante di de Launay e un gruppo di uomini del plotone, che hanno compiuto fino alla fine il loro dovere difendendo strenuamente le porte della Bastiglia dai ribelli, ad abbassare il ponte levatoio della fortezza, permettendo ai parigini di entrare. Il comandante è a malincuore costretto ad arrendersi e il popolo conquista la Bastiglia. Luigi XVI viene informato dell'accaduto dal duca de La Rochefoucauld-Liancourt. |                   |               |
| 32                         | Intrighi a palazzo 「予期せぬ罠」 - yoki senu wana – "Trappola imprevista" | 7 novembre 1975   | –             |
| 32                         | Jeroule e de Moralle ritengono che Robert sia l'informatore della Stella della Senna e, per averne la prova, Jeroule riferisce al giovane che si sta preparando un attentato contro Mirand, nominato vicepresidente della neonata Assemblea Nazionale. Robert, fiutando un tranello, cerca di aggirare Jeroule chiedendo a Maria Antonietta di intervenire, ma la regina, a sua volta al corrente dei sospetti su di lui e d'accordo con de Moralle, gli svela come avverrà l'agguato a Mirand, forzandolo ad esporsi. Robert, a questo punto, è costretto a rivelare tutto a Simone, che salva Mirand: Jeroule e de Moralle hanno così ottenuto la prova che volevano e Robert viene arrestato. |                   |               |
| 33                         | Ricordi d'infanzia 「王妃マリーの孤独」 - ōhi mari no kodoku – "La solitudine della regina Maria" | 14 novembre 1975  | –             |
| 33                         | Jeroule intende sfruttare Robert per attirare la Stella della Senna; il giovane, a questo punto, cerca di ottenere un'ultima udienza con Maria Antonietta per svelarle la reale identità di Simone. Maria Antonietta, intanto, riflette sulla solitudine in cui versa dopo aver perduto il rispetto dei francesi e la falsa amicizia dei nobili e finalmente comprende di essere stata egoista e superficiale, pentendosene amaramente; capendo che Robert è stato l'unico a dimostrarle vera lealtà, decide di aiutarlo e, fingendosi una vivandiera, si reca alla prigione e riesce a liberarlo. Anche la Stella della Senna, totalmente ignara, si introduce nel carcere per salvare Robert, rimanendo di stucco nello scoprire di essere stata preceduta: dopo essere sfuggita a Jeroule, la ragazza segue la carrozza su cui sta scappando Robert, diretta a Versailles. |                   |               |
| 34                         | Legame di sangue 「嵐の中の真実」 - arashi no nakano shinjitsu – "La verità nella tempesta" | 21 novembre 1975  | –             |
| 34                         | Mentre la Stella della Senna si fa largo tra le guardie di Versailles, Robert rivela alla regina che l'eroina mascherata è sua sorella minore e le racconta la sua storia; la regina, ovviamente, non crede ad una sola parola, ma infine si convince grazie al carillon donatole da Francesco I, su cui è inciso un messaggio in cui il padre le svela l'esistenza di Simone. All'arrivo di quest'ultima, Robert le rivela che Maria Antonietta è la sorella che ha cercato per anni e, in un gesto simbolico, le toglie la maschera, permettendo alle sorelle di guardarsi in viso. Maria Antonietta è commossa, ma Simone, che si batte per la rivoluzione ed è giunta ad odiare la regina, prende molto male la rivelazione; Luigi XVI, che ha ascoltato tutto, concede l'amnistia sia a Robert che a Simone ed esorta la ragazza a mettere da parte il suo rancore. Mentre escono dalla reggia, Simone si scaglia contro Robert, responsabile di averla spinta a diventare la Stella della Senna e a combattere contro Maria Antonietta nonostante sapesse tutta la verità, e il giovane, affranto, ammette di aver agito così soltanto per gelosia. In quel momento compare Maria Antonietta che, sorridendo, porge a Simone la maschera della Stella della Senna: Simone, toccata, scoppia a piangere e si getta tra le sue braccia. |                   |               |
| 35                         | La marcia su Versailles 「ベルサイユの危機」 - berusaiyu no kiki – "La crisi di Versailles" | 28 novembre 1975  | –             |
| 35                         | Le donne parigine, spinte dai rivoluzionari, si armano e marciano su Versailles per protestare contro il rincaro e la scarsità di pane. Simone, preoccupata per Maria Antonietta, si reca a Versailles e scopre che de Moralle e Jeroule intendono agire con la forza: come prima mossa invieranno le guardie svizzere a reprimere la marcia delle donne, dopodiché richiederanno aiuti ad Austria, Spagna e ai granducati italiani per instaurare un governo militare filomonarchico. Simone e Robert corrono ad avvisare Maria Antonietta, ritiratasi al Petit Trianon, e la pregano di tornare a Versailles; la regina acconsente, con grande rabbia di de Moralle, ma per orgoglio rifiuta di incontrare le parigine. Le donne, allora, fanno irruzione nel palazzo, dando così a de Moralle il pretesto per chiamare le guardie svizzere. Mentre la Stella della Senna corre a fermare le guardie, in marcia verso Versailles, Robert tenta di persuadere Maria Antonietta a parlare con le parigine; alla fine, la regina china la testa e affronta le manifestanti, promettendo di concedere il pane dei magazzini reali. Le parigine, soddisfatte, acclamano Maria Antonietta e tutto si risolve per il meglio, ma la rivoluzione è ormai in atto e gli eventi stanno per precipitare. |                   |               |
| 36                         | La vittoria del popolo 「運命の信任状」 - unmei no shinninjō – "Le credenziali del destino" | 5 dicembre 1975   | –             |
| 36                         | Luigi XVI accetta il trasferimento da Versailles al Palazzo delle Tuileries, a Parigi, imposto dall'Assemblea Nazionale per ridurre le spese statali. La famiglia reale si trasferisce alle Tuileries e, subito dopo, l'Assemblea Nazionale, che ormai detiene pieno potere legislativo, decide di togliere i fondi al clero. De Moralle consiglia a Maria Antonietta di richiedere l'intervento di Spagna ed Austria per porre fine alle attività dell'Assemblea e la regina acconsente, nonostante Simone l'avverta che così facendo darà all'Assemblea Nazionale il pretesto per condannarla definitivamente. Simone e Robert intercettano dunque i messi di de Moralle, ma si scopre che essi erano soltanto un'esca: i veri messaggi sono già stati inviati. Simone, allora, convince Mirand a dialogare con Maria Antonietta e de Moralle decide di toglierlo di mezzo. La Stella della Senna evita il peggio, ma i sicari di de Moralle riferiscono che la mandante dell'attentato è la regina, e Mirand crede alla menzogna. I messaggeri con le richieste d'aiuto di Maria Antonietta vengono intercettati dall'Assemblea Nazionale. |                   |               |
| 37                         | Verso la libertà 「明日なき逃亡」 - ashita naki tōbō – "Fuga senza un domani" | 12 dicembre 1975  | –             |
| 37                         | L'Assemblea Nazionale decide di abolire la monarchia e di pronunciarsi sul destino di Luigi XVI e Maria Antonietta. De Moralle, conscio che la situazione è ormai precipitata, è intenzionato a lasciare la Francia e Jeroule suggerisce di chiedere aiuto al conte svedese Hans Axel von Fersen, amico di Maria Antonietta. Simone, preoccupata, si reca alle Tuileries a fare visita a Maria Antonietta e conosce i nipoti Marie Thérèse e Charles, figli della sorella e di Luigi XVI. Maria Antonietta, umiliata e abbandonata da tutti, è rassegnata al suo destino e inizialmente accoglie il suggerimento di Simone di non fare nulla per non aggravare la situazione, ma quando Fersen la informa che l'Assemblea Nazionale vorrà condannare anche i suoi figli, la regina decide di dare ascolto al conte e tentare la fuga. La notte, quindi, Fersen conduce una carrozza con a bordo la famiglia reale, Madame Elisabetta (sorella minore di Luigi XVI) e la marchesa di Tourzel (governante dei figli di Francia) verso il confine con i Paesi Bassi austriaci. Robert cerca inutilmente di fermarli, sapendo che l'Assemblea Nazionale non tollererà un simile affronto, ma viene tramortito dagli uomini di de Moralle e spetta alla Stella della Senna riportare i reali a Parigi prima che sia troppo tardi. De Moralle e Jeroule muoiono entrambi tentando di fermare l'eroina, il primo soltanto per la propria incolumità invece il secondo nel tentativo di salvare la regina, che comunque arriva troppo tardi per impedire la catastrofe: la famiglia reale viene fermata dai rivoluzionari, guidati da Mirand, a Varennes e riportata a Parigi tra gli insulti e la rabbia della popolazione. |                   |               |
| 38                         | Amore e orgoglio 「愛と誇り」 - ai to hokori – "Amore e orgoglio" | 19 dicembre 1975  | –             |
| 38                         | La famiglia reale, privata di ogni titolo e diritto dall'Assemblea Nazionale per aver tentato la fuga, viene rinchiusa nella Torre del Tempio. La monarchia è ormai caduta, e i rivoluzionari intendono processare e condannare a morte i reali. Simone, angosciata, riesce ad introdursi nella prigione travestita da vivandiera e a visitare Maria Antonietta. Tuttavia, la ragazza viene ugualmente notata e Robert, per evitare il peggio, è costretto a rivelare a Mirand che Simone è la sorella di Maria Antonietta. Mirand, sconvolto, perde di colpo tutto il proprio fervore rivoluzionario e non riesce neppure a prendere la parola durante un dibattito contro i Girondini, un gruppo politico che si oppone alla condanna dei reali, dovendo essere sostituito dal collega Saint-Just. Il processo contro i reali si conclude con la condanna a morte di Luigi XVI e Maria Antonietta. Simone, nei panni della Stella della Senna, cerca di convincere i reali a fuggire, ma essi rifiutano, preferendo morire con dignità. Luigi XVI viene ghigliottinato. Maria Antonietta, udendo la folla celebrare la morte del marito, proclama suo figlio Charles re di Francia con il nome di Luigi XVII e scoppia in lacrime. |                   |               |
| 39                         | Una famiglia per Simone 「さらば パリ」 - saraba pari – "Addio Parigi" | 26 dicembre 1975  | –             |
| 39                         | Il deputato Hébert informa Mirand che Maria Antonietta sarà trasferita alla prigione della Conciergerie e separata dai suoi figli: Simone assiste con i propri occhi al crudele evento e a nulla valgono i tentativi di Mirand di opporsi ad Hébert. Sentendosi ingannata e tradita proprio dai suoi più cari amici, la ragazza, a viso scoperto, irrompe nella Conciergerie e cerca di convincere la sorella a mettersi in salvo, ma Maria Antonietta rifiuta ancora una volta, poiché le antiche tradizioni asburgiche e borboniche le impongono di essere una sovrana assoluta fino alla fine, e prega Simone di prendersi cura dei suoi figli quando verrà il momento. La ragazza, con il cuore a pezzi, accetta e dopo un ultimo, tenero abbraccio, le sorelle si separano per sempre. Simone indossa per l'ultima volta i panni della Stella della Senna e, aiutata da Robert e Danton, libera Marie Thérèse e Charles, imprigionati dai rivoluzionari. Maria Antonietta viene condotta alla ghigliottina: prima di avviarsi al patibolo, Mirand riesce a farle sapere che la Stella della Senna ha messo in salvo i suoi figli e Maria Antonietta muore serenamente. Simone, Robert e Danton lasciano per sempre Parigi con Marie Thérèse e Charles per vivere una nuova vita sulle montagne innevate, lontano dagli orrori della rivoluzione, e di loro non si saprà mai più nulla. |                   |               |